# Mohamed al-Rantissi
 (octobre 2009).
Mohamed al-Rantissi est un chirurgien orthopédiste palestinien, né en 1959. 
En 1948 sa famille a fui en direction de la bande de Gaza. 
Né à Gaza dans un camp de réfugiés, il a étudié en Syrie, au Bangladesh, en Irak et en France et dirige actuellement le service de chirurgie réparatrice de l’hôpital Nasser à Khan Younès, au sud de la bande de Gaza. Il est le frère d’Abdel Aziz al-Rantissi, cofondateur du Hamas, assassiné par Israël en 2004.
En 2009, Mohamed al-Rantissi a publié aux éditions Koutoubia un ouvrage, Survivre à Gaza, qui retrace son enfance et l'histoire de sa famille, un témoignage sur l'histoire du peuple palestinien et plus particulièrement sur celle de Gaza.

## Publications
- Survivre à Gaza   par Mohamed al-Rantissi, Christophe Oberlin et Jacques-Marie Bourget. Éditeur : Koutoubia (2009)
- J'ai choisi le Hamas   par Mohamed al-Rantissi, Christophe Oberlin et Jacques-Marie Bourget. Éditeur : Pascal Galodé (2009)